# Колотуха (присілок)
Колотуха (рос. Колотуха) — присілок в Большемурашкинському районі Нижньогородської області Російської Федерації.
Населення становить 26 осіб. Входить до складу муніципального утворення Григоровська сільрада.

## Історія
Від 2009 року входить до складу муніципального утворення Григоровська сільрада.

## Населення
| 1999 | 2002 | 2010 |
| ---- | ---- | ---- |
| 45   | ↘42  | ↘26  |